# Jean Despeaux
Jean Sylvain Despeaux (* 22. Oktober 1915 in Paris; † 25. Mai 1989 in Largentière) war ein französischer Boxer im Mittelgewicht und Olympiasieger von 1936.

## Werdegang
Jean Despeaux gewann bei den 11. Olympischen Sommerspielen 1936 in Berlin die Goldmedaille im Mittelgewicht (bis 72,6 kg) und ist damit auch der bisher einzige französische Medaillengewinner bei Olympischen Spielen dieser Gewichtsklasse. Er setzte sich dabei gegen Juan Bregaliano aus Uruguay, Josef Hrubeš aus der Tschechoslowakei, Raúl Villarreal aus Argentinien und Henry Tiller aus Norwegen durch. 1937 unterlag er bei einem Länderkampf gegen Erich Campe, Silbermedaillengewinner der Olympischen Spiele 1932.
1938 wurde Jean Despeaux Profi und gewann am 8. November 1941 die Französische Meisterschaft gegen Assane Diouf und verteidigte den Titel gegen Edouard Tenet, Joe Brun und in einem Rückkampf gegen Diouf. Im Dezember 1942 verlor er bei einem Rückkampf zwar nach Punkten gegen Edouard Tenet, gewann jedoch wieder das dritte Duell im Januar 1944. Einen Monat später unterlag er nach Punkten gegen Felix Wouters.
Im Mai 1945 verlor er erstmals vorzeitig gegen Marcel Cerdan und beendete nach einer weiteren K.-o.-Niederlage im Januar 1946 gegen Laurent Dauthuille seine Karriere.
Von 1942 bis 1949 trat er zudem als Schauspieler in französischen Filmproduktionen wie Der Mörder wohnt Nr. 21, Die Hand des Teufels, Manon, Le parfum de la dame en noir und Maya auf.